# اندرو کلاید
اندرو اسکات کلاید (انگلیسی: Andrew Clyde؛ ۲۲ نوامبر ۱۹۶۳) سیاستمدار آمریکایی اهل ایالت جورجیا است. کلاید که یک جمهوری‌خواه است، نماینده حوزه انتخابیه نهم جورجیا  در مجلس نمایندگان ایالات متحده است.
کلاید در ۲۲ نوامبر ۱۹۶۳ در واکرتون، انتاریو، کانادا، از پدر و مادری آمریکایی به دنیا آمد. او در ایندیانا و نیویورک بزرگ شد. او در دانشگاه بتل تحصیل کرد و سپس از طریق برنامه NROTC دانشگاه نوتردام در سال ۱۹۸۵ به عنوان افسر در نیروی دریایی ایالات متحده انتخاب شد. او ۲۸ سال در یگان‌های هوانوردی دریایی خدمت کرد و در اعزام رزمی به عراق و کویت حضور داشت.